# Castelnau-de-Guers
Castelnau-de-Guers là một xã thuộc tỉnh Hérault trong vùng Occitanie ở phía nam nước Pháp. Xã này nằm ở khu vực có độ cao trung bình 1-105 mét trên mực nước biển. Dân số thời điểm năm 1999 là 1010 người.

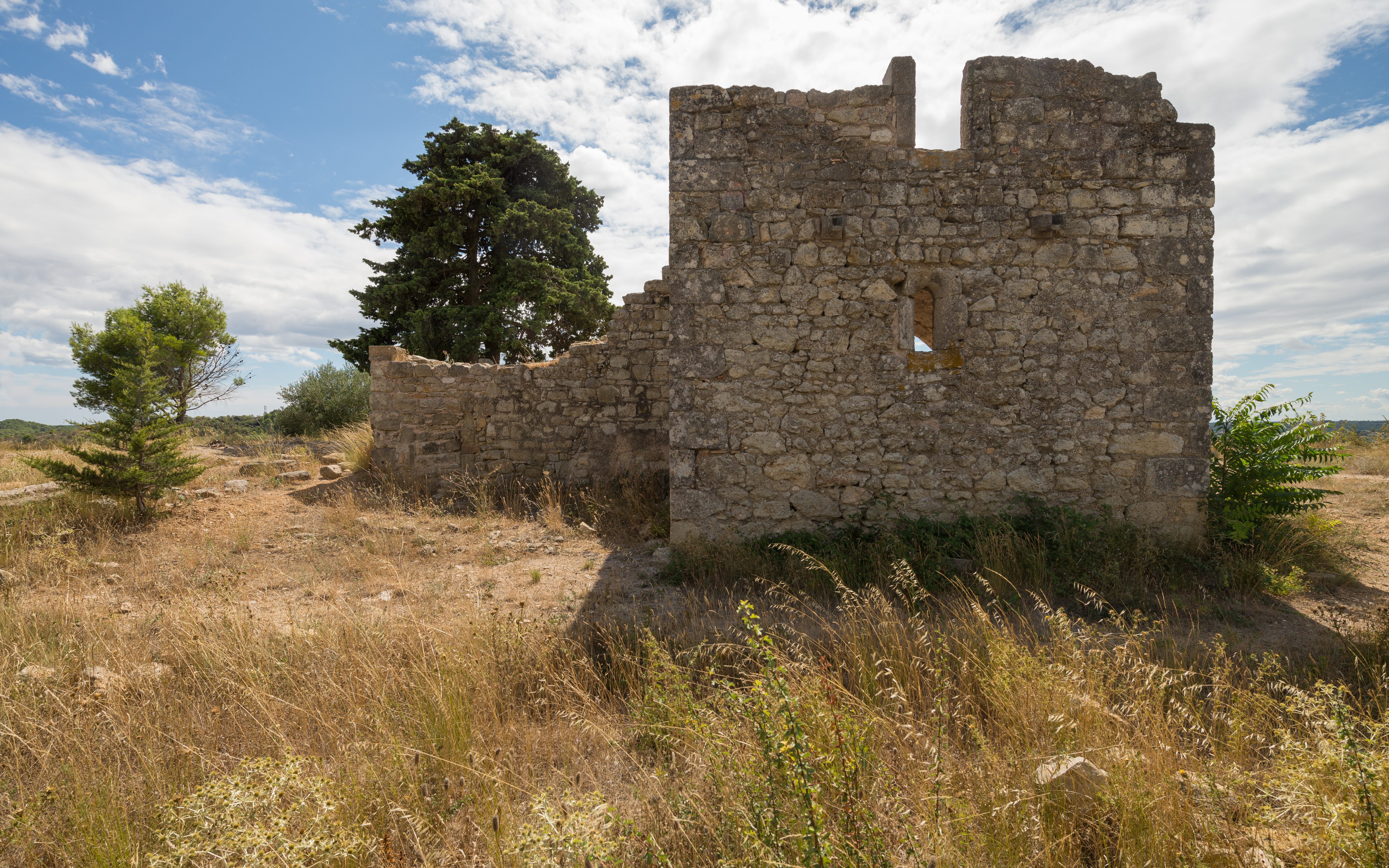